# Andrena platalea
Andrena platalea är en biart som beskrevs av Warncke 1975. Andrena platalea ingår i släktet sandbin, och familjen grävbin. Inga underarter finns listade i Catalogue of Life.